# Inegölspor
Inegölspor is een Turkse voetbalclub opgericht in 1954 te Inegöl, een district van de provincie Bursa. De clubkleuren zijn bordeaux en wit. De thuisbasis van de club is het Inegöl İlçestadion.

İnegöl, Bursa ligt in de Marmararegio.

## Geschiedenis
Inegölspor werd in 1954 opgericht als Yıldızspor. In 1962 veranderde dit naar Gökyıldızspor, om in een later stadium de naam Inegölspor aan te nemen. Ze deed haar intrede in het betaald voetbal na de fusie van Inegölspor, İdmanyurdu Spor Kulübü en Demir Spor Kulübü in 1984. Dat jaar mochten ze meedoen in de Türkiye Futbol Federasyonu 3. Lig en werden ze gelijk kampioen. Inegölspor heeft echter nooit gevoetbald in de Süper Lig. In de jaren 1987-1988 en 1988-1989 was de club met een vijfde en derde plaats in Groep B van de 2. Lig dicht bij een promotie. Wel zijn er kleine successen geboekt in de Turkse Beker. Voetbalteams uit hogere divisies, zoals Sivasspor, Bursaspor, Kocaelispor, Gençlerbirliği OFTAŞ en Elazığspor, werden verslagen.

## Bekende (ex-)spelers
- Ayhan Akman
- Umut Bulut
- Ergün Çakır